# غالية خوجة
غالية خوجة (10 يوليو 1968)، شاعرة سورية. ولدت في حلب حاصلة على إجازة في الحقوق ـ جامعة حلب عام (1993)، لها مؤلفات عديدة في مجالات أدبية متنوعة، شاركت في هيئات تحرير مجلات ودوريات أدبية عديدة، عملت ضمن هيئة تحرير مجلة دبي الثقافية.
نشرت نتاجها في أغلب الدوريات العربية داخل وخارج الوطن العربي وكانت مستكتبة لعدة دوريات يومية، شهرية، وفصلية... الخ...
ساهمت وتساهم في العديد من الندوات والأمسيات والمحاضرات في وطنها سوريا وخارجه كالبحرين واليمن وليبيا والسعودية والإمارات.

## اتحادات الكتاب العرب
انتسبت الشاعرة غالية خوجة إلى عدة اتحادات للكتاب العرب منها:
1. اتحاد الكتاب العرب - دمشق
2. اتحاد كتاب وأدباء الإمارات

## مناصب ومهام
- عملت مديرة مكتب دار الصدى / حلب سوريا.
- عملت مع هيئة تحرير مجلة شهرزاد ومجلة الصدى ومجلة دبي الثقافية الصادرات عن دار الصدى.
- عملت في مهنة المحاماة ولم تستمر بها.
- عملت لأكثر من سنة ونصف سكرتيرة تحرير لمجلة الرافد، ومساهمة في تحرير المجلات الصادرة عن دائرة الثقافة والإعلام في الشارقة (اقرأ / المسرح / النشرة المسرحية / ..).
- كانت المنسق العام لجائزة الشارقة للإبداع (دائرة الثقافة والإعلام)

.
ومن جملة مهامها الأخرى: 
- مستشار لمجلة كلمات العالمية التي كانت تصدر في أستراليا
- مديرة مكتب الإمارات العربية المتحدة لمجلة عشتروت
- سفيرة لحركة شعراء العالم ww.poetasdelmundo.com
- سفيرة عالمية للسلام universal –peace – ambassador
- سفيرة مؤسسة ناجي نعمان للثقافة بالمجان

## الأعمال الشعرية
1. إلياذة الدم / دار الحوار / 1997
2. نشور الأزرق / دار المرساة / 1998
3. أوذيسّا البنفسج / مركز الإنماء الحضاري / 1999
4. الملحمة المجنونة / مركز الإنماء الحضاري / 2005
5. كونشرتو الشعلة
6. جمريات
7. أوبريت الفناء
8. فلامكنو الهيولى
9. أنشودة الظن / حازت جائزة «طنجة الشاعرة» دورة نازك الملائكة / 2002
10. قيثار المحار
11. سوناتا العماء
12. الأسطورة السكرى
13. أوغاريتيات التجلي
14. أرجوانيات الأزل
15. حرائق العدم
16. شعوذة الأبدية
17. إغواءات الرؤيا
18. ترانيم
19. محواذا

## شعر للأطفال
1. أناشيد أولى
2. طفولة أولى

## الأعمال القصصية

### للكبار
1. ألواح الشتات
2. جحيميات اللازورد
3. ساحرة الخرافة
4. مملكة النشيد
5. نون التشكيلات
6. كلام الضباب
7. دونكيشوتيات
8. بحر يرتعش في البحر
9. أرواح الموسيقى
10. حمى الجحيم
11. مشيمة السديم / حازت جائزة الإصدار الأول للإبداع العربي الشارقة / صادرة عن هيئة الجائزة دائرة الثقافة والإعلام / 2004

### للأطفال
1. الفارس الأزرق / حازت جائزة «قصة الطفل العربي» 2 / جائزة الشيخة فاطمة آل نهيان / صادرة عن لجنتها العليا / 1997
2. الفصول المجنونة / قصص صادرة عن اتحاد الكتاب العرب / 2001
3. مغامرات شجرة البلوط الكسول / المجلس الأعلى للطفولة الشارقة / 2004
4. قصائد بيئية للأطفال / مجموعة شعرية صادرة عن وزارة التربية السورية بالتعاون مع سبانا وكلية الطب البيطري في جامعة البعث / 2004
5. المتنبي والطريق إلى الخلود (سيرة)
6. الزنبقة الحمراء
7. يوميات طفل فلسطيني
8. والعديد من القصص الأخرى

### لليافعين
1. رحلة الطيف
2. حكايات أندلسية إعداد وتأليف / مركز الإنماء الحضاري / 2006
3. سر ساندرا

## الأعمال الروائية

### للكبار
1. برزخ اللهب / دار آرام / 1999
2. السيمفونية المهجورة
3. رواية المحو
4. دوامة المجاهيل
5. شاعرة في الجحيم
6. فينيق الأبجدية / دار ناجي نعمان / 2006

### للأطفال واليافعين
1. فتاة التفاحة / حازت جائزة الوزارة السورية / صادرة عنها 2005
2. الأعمال النقدية:
3. قلق النص «محارق الحداثة» / صادر عن المؤسسة العربية للدراسات والنشر / 2003
4. إيقاعات المختلف
5. تشكيلية الفضاء السردي / حاز إحدى جوائز «المبدعون» مجلة الصدى الإماراتية
6. خافية الاحتمالي
7. إشكاليات المتغير
8. صولفيج البياض الشعري
9. هكذا تكلم الصلصال
10. أدباء مكرمون / مجموعة من الباحثين في أعمال الروائي القاص الجاسم / صادر اتحاد الكتاب العرب / 2004
11. شاهد على التاريخ / نظرات نقدية في الأعمال المسرحية والروائية للشيخ الدكتور سلطان بن محمد القاسمي / دائرة الثقافة والإعلام / 2005

## أعمال أخرى
1. الطفل موشور مرآته الأم
2. أسطورة الزمان
3. الحدسية
4. مقالات

## أهم الجوائز

### الشعرية
1. إيبلا
2. عكاظ
3. المركز الثقافي حلب
4. ربيعة الرقي / مرتان
5. ماجد أبو شرار
6. أبو العلاء المعري
7. سعاد الصباح
8. طنجة الشاعرة
9. المجاهد الشيخ صالح العلي
10. جائزة ناجي نعمان للإبداع الأدبي

### القصصية

#### للكبار
1. جبرا إبراهيم جبرا سوريا فلسطين
2. البتاني سوريا مرتان
3. الجولان للإبداع الأدبي سوريا
4. جائزة القدس / الإمام الخميني إيران
5. جائزة الإصدار الأول الشارقة

#### للأطفال
1. جائزة قصة الطفل العربي / أبو ظبي
2. إحدى جوائز الاتحاد العام النسائي بالتعاون مع spana
3. إحدى جوائز وزارة الثقافة السورية / مطبوعة مع قصص أخرى وقصائد لمجموعة من المبدعين بعنوان (تحية إلى أطفال الانتفاضة وزارة الثقافة / 2001

### الروائية

#### للأطفال
1. جائزة وزارة الثقافة السورية

### النقدية
1. إحدى جوائز مجلة الصدى / 2001